# Юліуш Бардах
Юліуш Ба́рдах (пол. Juliusz Bardach) — польський історик. Професор (1955), член Італійської (1974) та Польської (1983) АН.

## Біографія
Народився в м. Одеса. Закінчив Вільнюський університет. У роки Другої світової війни служив у сформованому в СРСР Війську Польському.
У 1954–69 — директор Інституту історії права Варшавського університету, одночасно у 1953–59 — віце-директор, у 1960–68 — зав. сектору держави і права Інституту історії Польської Академії наук. Головний редактор фундаментальної п'ятитомної «Історії держави і права Польщі» (1957–82), особисто написав т. 1-й і у співавторстві — т. 4-й. Один із авторів 1-го тому «Історії польського сейму» (1984). Досліджуючи історію державотворення і права Великого князівства Литовського 14–17 ст., значну увагу приділив висвітленню впливу давньоруського права на правовий устрій литовської держави («Дослідження устрою і права Великого князівства Литовського XIV—XVII ст.», 1970, 1994; «З найновіших досліджень „Руської правди“», 1990; «Поляки і народи історичної Литви — спроба системного аналізу»). У 1960–68 — перший віце-голова Польського історичного товариства. Автор монографій: «Історія польської держави і права» (у співавт. — 4-те вид., 1985), «Вацлав Александер Мацєйовський і його сучасники» (1971), збірки праць «Давня і недавня Литва» (1988) та ін.
Помер у 2010 р.